# スロッビング・グリッスル
スロッビング・グリッスル（Throbbing Gristle）は、1975年にイギリス、キングストン・アポン・ハルで結成されたインダストリアル・バンド。前身は、パフォーミング・アート集団、クーム・トランスミッションである。バンド名は、英語で「脈打つ軟骨」という意味で、男根の隠語である。またキングストン・アポン・ハルでは「勃起」を、ヨークシャー地方では「港湾労働者」を意味するスラングでもあると、ジェネシス・P・オリッジは日本の音楽誌『ミュージック・マガジン』1980年8月号で語っている。

## 概略

### 1977年 - 1981年
1977年に最初のLPである『セカンド・アニュアル・リポート (第二活動報告書)』を自らのレーベルである「インダストリアル・レコード」からリリース。工業化社会をテーマとしたコンセプトと、具体音やノイズのコラージュ、呪詛的なボーカルやリズム・ボックスを多用したサウンドは、後のインダストリアルおよびノイズシーンに多大な影響を及ぼした。またビジュアル面ではジャケットに少女への暴行を想起させるような写真を用いたり、自殺の名所として知られる海岸で写真を撮るなど、狂気すらも感じさせるインパクトに満ちたものを多く取り入れた。

### 解散中の活動
スロッビング・グリッスルは1981年に解散し、ジェネシス・P・オリッジとピーター・クリストファーソンはサイキックTVを結成して活動。クリストファーソンは短期で脱退したものの、サイキックTVはバンドメンバーや音楽性を大きく変更しつつ、度重なる活動停止と名義変更を経ながら現在も活動している。一方でジェネシス自身もゼヴやメルツバウなど他のアーティストとの合作も発表している。
コージー・ファニ・トゥッティとクリス・カーターはクリス&コージー（のちに「カーター・トゥッティ」と変名）として、また単独名義としてもレコーディングを継続している。
サイキックTVを脱退したピーター・クリストファーソンは、ジョン・バランス (John Balance)とコイルを結成。

### 再結成
解散から23年後の2004年5月、再結成ライブが行われ、限定ミニアルバム『TG Now』を発表。アルバム『パート2・ザ・エンドレス・ノット』をミュート・レコードよりリリースすると発表したが、レコーディング・スケジュールの不都合など紆余曲折の末、当初の予定より1年以上遅れた2007年4月1日に発表となった。
『パート2・ザ・エンドレス・ノット』の発売後も彼らは定期的にライブやセッション（初期のヴェルヴェット・アンダーグラウンドに参加していたことで知られる歌手ニコのソロ・アルバム『Desertshore』をカバーするものもあった）を開催するかたわら、1970年代から1980年代にかけての映像と再結成後の映像をDVDのセットにした『TGV』を発表、また再結成後のセッションを再構成したアルバム『The Third Mind Movements』を発表した。2009年には音響音楽ユニットFM3が手がけた携帯演奏機械「Buddha Machine」のスロッビング・グリッスル版ともいえる「Gristleism」を発表している。

### ジェネシス離脱、再度の解散
2010年に入るまで活発に活動してきた彼らであったが、ツアー中の2010年10月末（ヨーロッパ・ツアーが始まる直前）、ジェネシス・P・オリッジがライブを拒否しニューヨークの自宅へ帰るというアクシデントが起こる。残された他の3名のメンバーは、以後のライブでは「X-TG」を名乗り、ライブツアーを完遂させた。なおジェネシスは自身のウェブサイトで、自分はバンドからは脱退はしておらず「問題（何を指していたのかは不明）」が片付き次第説明すると声明を出していた。しかし2010年11月24日、ピーター・クリストファーソンがバンコクの自宅で亡くなったことで、バンドは解散となった。
2011年には所属していたミュート・レコードとの契約切れにともなう、インダストリアル・レコードからの再リリース（『セカンド・アニュアル・リポート (第二活動報告書)』から『ザ・グレイテスト・ヒッツ』（ベスト盤）までの5作品。これらの再リリースは当初の予定では2010年に行われる予定であった。）が行われ、日本でも邦盤が発売された。
2012年11月、「Desertshore」セッションを再構築したものと、「X-TG」としての最後のレコーディング作品による2枚組アルバム『デザートショア / ファイナル・リポート』が発表された。「Desertshore」の方にはアインシュテュルツェンデ・ノイバウテンのブリクサ・バーゲルトやソフト・セルのマーク・アーモンド、アントニー・アンド・ザ・ジョンソンのアントニー・ヘガーティ、映画監督のギャスパー・ノエ、クリス・カーターとコージー・ファニ・トゥッティの子供であるニック・ニュービィ＝カーターらが参加している。また後日、『デザートショア / ファイナル・リポート』の別バージョンとして『แฝดนรก (Faet Narok)』がダウンロード限定で発表された。
2013年9月2日、ジェネシスのロンドンの法定代理人と、クリスとコージーは、ジェネシスの2010年10月の「離脱」が事実上のバンド脱退であると確認した。
2017年、インダストリアル・レコードはミュート・レコードと音楽配信についての契約を結び、ITunes StoreやSpotifyにおいてスロッビング・グリッスルの過去の動画が配信されると声明を出した。
2020年3月14日、ジェネシスが白血病により70歳で死亡した。

## メンバー
- ジェネシス・P・オリッジ (Genesis P-Orridge) - ベース、ヴァイオリン、ボーカル、ギター (1976年–1981年、2004年–2010年)
- ピーター・クリストファーソン (Peter Christopherson) - テープ、サンプラー、ファウンド・サウンド、コルネット、エレクトロニクス (1976年–1981年、2004年–2010年)
- コージー・ファニ・トゥッティ（英語版） - ギター、コルネット、ボーカル、テープ (1976年–1981年、2004年–2010年)
- クリス・カーター（英語版） - シンセサイザー、テープ、エレクトロニクス、プログラミング (1976年–1981年、2004年–2010年)

## ディスコグラフィ

### スタジオ・アルバム
- 『セカンド・アニュアル・リポート (第二活動報告書)』 - The Second Annual Report (1977年)
- 『D.o.A (最終報告書)』 - D.o.A: The Third and Final Report of Throbbing Gristle (1978年)
- 『20 ジャズ・ファンク・グレーツ』 - 20 Jazz Funk Greats (1979年)
- 『ジャーニー・スルー・ア・ボディ』 - Journey Through a Body (1982年)
- CD1 (untitled) (1986年)
- TG Now (2004年)
- 『パート2・ザ・エンドレス・ノット』 - Part Two: The Endless Not (2007年)
  - EU圏内では初回限定1000枚に「TGトーテム」と銘打った、骨や皮などで出来た4種類の棒状のアクセサリーのうちひとつを封入した。日本ではこれとは別にステンレス製のものが初回プレス分に封入された。のちに公式サイトでこれら5種類の「トーテム」に加え純金(23金)製のものが封入されたデラックスセットが発売され、またたく間に完売した。
- The Third Mind Movements (2009年)
- 『デザートショア / ファイナル・リポート』 - Desertshore / The Final Report (2012年) ※X-TG名義